# 真空紫外線
真空紫外線（しんくうしがいせん、英:Vacuum Ultra Violet, VUV）は、電磁波の1種で、紫外線の中で最も波長の短い10–200 nm 付近の領域を言う。なお、波長帯の区分方法によっては、軟X線と一部が重なることもある。
「真空紫外線」という呼び名は、この波長帯が酸素分子・窒素分子などの吸収帯に当たるため地球大気中を長い距離は通過できず、地球周辺では事実上真空状態でのみ伝播することによる。ただし波長と媒質によっては真空紫外線が透過することもあり、真空紫外線を利用する装置の窓にはそのような物質を使用する。これより波長が短くなるとX線となって透過力が強まり、波長の長い紫外線や可視光線よりも物質中を透過しやすくなる。

## 発生方法
人工的な発生源としては、真空中でのアーク放電、シンクロトロン放射などがある。真空紫外レーザーとしてはArFエキシマレーザー(193nm)やF2レーザー(157nm)などがある。

## 用途
光は波長が短いほど高エネルギーなので、紫外線の中でも最も波長の短い真空紫外線は、紫外線の中では最もエネルギーの強い領域とも言い換えられる。このため、高エネルギー光源として、さまざまな化学反応を引き起こすために使われる。半導体の製造工程では、回路の微細化に伴いリソグラフィのための露光光源が短波長化しており、ArFエキシマレーザーなどが使用されるようになった。また、可視光線を利用する光学顕微鏡では観測できない微細な構造を観測するためには短波長光源を用いるが、その光源として軟X線と共に真空紫外線を用いる顕微鏡が古くから実用化されている。しかし、この分野は近年では電子顕微鏡に置き換わっている。